# Karel de Gheldere
Karel De Gheldere (Torhout, 18 augustus 1839 - Koekelare, 17 juli 1913) was een Belgische arts en Vlaamse dichter.

## Levensloop
De Gheldere werd een leerling en epigoon van Guido Gezelle, die hij in de poësisklas in het Kleinseminarie van Roeselare als leraar had. Hij behoorde tot de kring rond Gezelle met onder meer Hugo Verriest, Gustaaf Verriest en Eugeen Van Oye en bleef zijn ganse leven in de ban van de "Heer ende Meester". Wij zijn immers 't werk van uw handen, schreef hij hem in 1893.
Voor de guitige leerling schreef Gezelle het gedicht Aan Karel de Gheldere: G'hebt met een goeden plaaster mij het treurziek hert genezen. Ook De Gheldere behoorde tot de leerlingen die Gezelle graag had willen zien priester worden, maar de jonge man verkoos, net als zijn neef Eugeen Van Oye, het artsenberoep en trok naar de Katholieke Universiteit Leuven. Hij vestigde zich als arts in Koekelare. Hij werd er de bezieler van de zanggilde Sint-Genesius en schreef teksten voor Vlaamse liederen. De vele gedichten die hij publiceerde hadden de natuur als belangrijk thema. Het waren hoofdzakelijk tedere schetsen van het landelijke en huiselijke leven. Onvermijdelijk haalde hij het niveau niet van zijn leermeester.
Hij werd in 1889, dankzij Gezelle en net als Van Oye, lid van de Koninklijke Vlaamse Academie voor Taal- en Letterkunde.

## Publicaties
- Jongelingsgedichten (1861)
- Landliederen (1883)
- Feesten van Karel de Goede (1884)
- Hulde aan De Bo (1885)
- Aan Guido Gezelle (1886)
- De Koolmijnders (1887)
- Ghetiden Boec (1893)
- Rozeliederen (1893)
- Dietsce Rime (1896)

## Familie
De Gheldere behoorde tot een oude notabele familie uit Brugge en Torhout, die voor het eerst in 1719 in de adelstand werd verheven. Zijn overgrootvader Charles-Théodore de Gheldere (1745-1832), schepen van Brugge, was in de Hollandse Tijd in 1822 in de adelstand bevestigd. Karel was de derde van zeven kinderen van Charles-Alexandre de Gheldere (1812-1884) en Louise Ossieur (1813-1867).
Hoewel zelf tot de Belgische adel behorende, is het niet zeker of hij ooit het predicaat "jonkheer" gebruikte. Hij trouwde in 1871 met Marie Desnick (Koekelare, 1836 - Zaffelare, 1927) en ze hadden zes kinderen, onder wie Joseph de Gheldere (1878-1962) die jezuïet en missionaris in Indië werd. De oudste zoon Charles de Gheldere (1873-1953) werd arts in Brussel en heeft een talrijk nageslacht, waaronder heel wat artsen, de meeste in Wallonië en Brussel gevestigd. De jongste zoon, Robert de Gheldere (1882-1969) werd notaris in en katholiek burgemeester van Heist, alsook provincieraadslid van West-Vlaanderen. Zijn zoon Jan-Baptist de Gheldere Joos (1912-1980) volgde zijn vader op als notaris, burgemeester en provincieraadslid. Hij was vele jaren voorzitter van de West-Vlaamse provincieraad. Zijn zoon Vincent de Gheldere (°1950) nam zijn opvolging als notaris in Heist.